# Smallebrugge
Smallebrugge (Fries: Smelbrêge) is een gehucht annex buurtschap in de gemeente Súdwest-Fryslân, in de Nederlandse provincie Friesland. Smallebrugge ligt tussen Woudsend en Heeg, ten westen van Koufurderrige en is bereikbaar via Koufurderrige. In 2023 telde Smallebrugge 20 inwoners, verdeeld over een zestal boerderijen. Hiermee is het een van de kleinste woonplaatsen van Nederland, die een eigen postcode hebben. Ondanks het omringende water bleef Smallebrugge een agrarische plaats.
Ten noorden van de plaats ligt de Jeltesloot. Een van de boerderijen ligt aan de andere kant van de Nauwe Wijmerts. De rest ligt aan de oostkant van dit water.

## Geschiedenis
Smallebrugge is ontstaan bij de ontginning rond 1100 van het veengebied dat afwaterde op de Olde Ee, een oude veenstroom die begon ten noorden van Woudsend, de Noorder Ee en noordoostelijk van IJlst uitmondde op de Middelzee. De loop van het riviertje tussen Woudsend en IJlst is in het landschap nog steeds goed terug te vinden dankzij de loop van bestaande slootjes en tekent zich op hoogtekaarten nog duidelijk af. Zeker op het laatst van haar bestaan zal het gebied van en rond de Olde Ee erg moerassig geweest zijn hetgeen een mogelijke verklaring biedt voor het ontstaan van de naam Smallebrugge (brugge kan verwijzen naar bruck, broek oftewel klein moeras). Meer waarschijnlijk is een verwijzing naar een brug. 
In 1422 werd de plaats vermeld als Smalerbrugghen, in 1459 als Smalebrug, in 1474 als Smellebreg, in 1505 als Smallebrugghe, in 1664 als Smallebrug, in 1718 als Smallebrugge. 
Tot 2011 behoorde Smallebrugge tot de voormalige gemeente Wymbritseradeel.

## Klokkenstoel

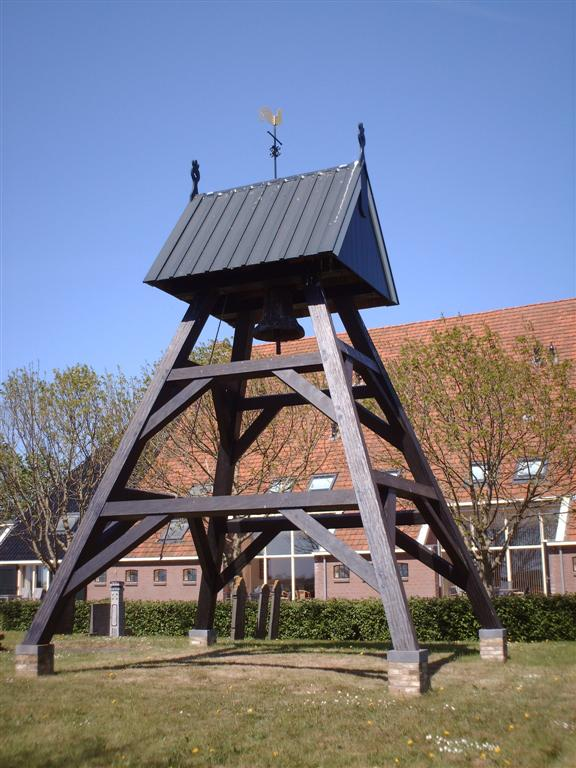
De Klokkenstoel van Smallebrugge

Oorspronkelijk had Smallebrugge een kerk. De kerk is of op het einde van de 18e eeuw of in het begin 19e eeuw vervangen door een klokhuis, gebouwd van de oude resten van de oude kerk. De huidige klokkenstoel is in 1963 en 2005 grotendeels vernieuwd. De klokkenstoel is een van de klokkenstoelen in Friesland en is het enige rijksmonument van Smallebrugge.
De huidige klokkenstoel en enkele graven van de familie Buma worden onderhouden door de Buma-stichting, die zich hiertoe verplicht heeft op grond van een legaat uit de erfenis van Lieuwe Annes Buma uit 1876. Deze wetenschapper is tevens de stichter van de Buma Bibliotheek die nu onderdeel uitmaakt van het Tresoar in Leeuwarden.

## Straatnaam
Smallebrugge kent geen straatnamen. In plaats daarvan hebben de boerderijen als adres Nummer gevolgd door het huisnummer.
Steden: Bolsward · Hindeloopen · IJlst · Sneek · Stavoren · Workum

Dorpen en gehuchten: Abbega · Allingawier · Arum · Blauwhuis · Bozum · Breezanddijk · Britswerd · Burgwerd · Cornwerd · Dedgum · Deersum · Edens · Exmorra · Ferwoude · Folsgare · Gaast · Gaastmeer · Gauw · Goënga · Greonterp · Hartwerd · Heeg · Hemelum · Hennaard · Hichtum · Hidaard · Hieslum · Hommerts · Idsegahuizum · IJsbrechtum · Indijk · It Heidenskip · Itens · Jutrijp · Kimswerd · Kornwerderzand · Koudum · Kubaard · Loënga · Lollum · Longerhouw · Lutkewierum · Makkum · Molkwerum · Nijhuizum · Nijland · Offingawier · Oosterend · Oosterwierum · Oosthem · Oppenhuizen · Oudega · Parrega · Piaam · Pingjum · Poppingawier · Rauwerd · Rien · Roodhuis · Sandfirden · Scharl · Scharnegoutum · Schettens · Schraard · Sijbrandaburen · Terzool · Tirns · Tjalhuizum · Tjerkwerd · Uitwellingerga · Waaxens · Warns · Westhem · Wieuwerd · Witmarsum · Wolsum · Wommels · Wons · Woudsend · Zurich

Buurtschappen: Abbegaasterketting · Anneburen · Arkum · Atzeburen · Baarderburen · Baburen · Bernsterburen · De Bieren · De Blokken · De Hel · De Grits · De Kat · De Klieuw · De Polle · De Wieren · Dijksterburen · Doniaburen · Draaisterhuizen · Driehuizen · Eemswoude · Engwerd · Engwier · Exmorrazijl · Feyteburen · Flansum · Galamadammen · Gooium · Grauwe Kat · Grote Wiske · Grotewierum · Harkezijl · Hayum · Hemert · Hidaarderzijl · Hoekens · Hornsterburen · Idzega · Idserdaburen · Indijk (Bozum) · Jet · Jonkershuizen · Jousterp · Jouswerd · Kampen · Kleine Gaastmeer · Kleine Wiske · Kleiterp · Kooihuizen · Koufurderrige  · Kromwal · Koudehuizum · Laaxum · Laad en Zaad · Lippenwoude · Lytshuizen · Makkum (Bozum) · Meilahuizen · Montsamaburen · Nijeburen · Nijeklooster · Nijezijl · Oosthem (Witmarsum) · Osingahuizen · Piekezijl · Remswerd · Rijtseterp · Scharneburen · Schrok · Sieswerd · Sjungadijk · Smallebrugge · Sotterum · Speers  · Strand · Swaanwerd · Swarte Beien · Tsjerkebuorren · Vierhuizen · Viersprong · Vijfhuis · Vissersburen  · Het Vliet· Westerlittens · Wolsumerketting · Wonneburen · Ypecolsga

 Voormalige buurtschappen: Aaksens · Angterp · De Band · Barsum · De Bird · Bittens · Bloemkamp · Bootland · Bovenburen · Doniawier · Goëngamieden · Hiddum · Houw · Knossens · De Nes · Ottenburen · Sandfirderrijp · Slijp · Spijk · De Weeren 

Friesland: Steden en dorpen      Nederland: Provincies · Gemeenten